# تای مو شان
تای مو شان (انگلیسی: Tai Mo Shan) با ارتفاع ۹۵۷ متر (۳۱۴۰ فوت) بلندترین کوه در هنگ کنگ است. این کوه تقریباً در مرکز جغرافیایی مناطق جدید هنگ کنگ واقع شده‌است. پارک کشوری تای مو شان مساحتی معادل ۱۴٫۴۰ کیلومتر مربع (۵٫۵۶ مایل مربع) در اطراف این کوه را می‌پوشاند. تای مو شان در شمال پارک کشوری تای لام قرار دارد. آبشار بلند ۳۵ متری (۱۱۵ فوت) بلندترین آبشار هنگ کنگ است.